# Août 1943 (guerre mondiale)
Chronologie de la Seconde Guerre mondiale
Juillet 1943 - Août 1943 -  Septembre 1943
- 1er août :
  - À la suite des bombardements alliés, évacuation partielle des populations civiles de la Ruhr et de Berlin.
  - Le Japon proclame l'indépendance de la Birmanie.
  - Bombardement américain des puits de pétrole en Roumanie.

- 2 août :
  - Un groupe de Juifs se révolte à Treblinka, tuant quelques gardes ukrainiens et un officier SS.

- 5 août :
  - L’Armée rouge s’empare d’Orel et de Belgorod.

- 6 août :
  - Bataille du golfe de Vella dans les Salomon

- 8 août :
  - Proclamation de l'état de siège en Italie.

- 11 août :
  - Les Russes reprennent Kharkov.

- 11 au 24 août :
  - Conférence alliée de Québec. Plans du débarquement en Europe pour le printemps 1944.

- 16 août :
  - Le début de la liquidation du ghetto de Białystok provoque un soulèvement armé du ghetto.

- 17 août :
  - Les Alliés prennent Messine; fin des opérations militaires en Sicile.
  - Les Britanniques lancent une attaque massive contre la base abritant un centre secret de développement de fusées situé à Peenemünde.

- 17 - 18 août :
  - Bataille d'Horaniu dans les Salomon

- 21 août
  - Déportation des enfants de Białystok

- 22 août :
  - La bataille de Koursk se finit par une lourde défaite des forces allemandes.

- 23 août :
  - Bombardements aériens alliés de Berlin.

- 24 août :
  - Rome, ville ouverte.

- 26 août :
  - Reconnaissance officielle du gouvernement français d'Alger (CFLN) par le Royaume-Uni, les États-Unis, le Canada, la Chine, l'URSS et les états d'Amérique latine.
- 27 août :
  - Seconde rencontre, après celle de juillet, entre le Generalfeldmarschall Gerd von Rundstedt, commandant des troupes allemandes de l'Ouest  et le maréchal Pétain au château de Charmeil à côté de Vichy[1].
- 29 août
  - Opération Safari :  sabordage de 32 navires Danois dans le port de Copenhague.